# Brent (krater)
Brent – krater uderzeniowy na terenie Algonquin Provincial Park, prowincja Ontario, Kanada. Krater nie jest odsłonięty na powierzchni ziemi.
Krater ten ma około 3,8 km średnicy, a jego wiek jest oceniany na ponad 453 miliony lat (powstał najwcześniej w późnym ordowiku). Powstał w skałach krystalicznych. Jego nazwa pochodzi od miejscowości położonej na południe od krateru. Wewnątrz zagłębienia, w skałach osadowych pokrywających misę krateru, znajdują się jeziora Gilmour i Tecumseh.